# Nítkovice
Obec Nítkovice se nachází v okrese Kroměříž ve Zlínském kraji. Žije zde 235 obyvatel. Místní děti dojíždí do mateřské a základní školy do nedalekých Litenčic.

## Název
Název vesnice má základ buď v mužském osobním jméně Nietka (v mladší podobě Nítka), což byla zdrobnělina ženského jména Nieta, domácké podoby jména Agnes, nebo v mužském osobním jméně Nietek (v mladší podobě Nítek), domácké podobě jména Nět(o)mír. Výchozí podoba Nietkovici byla pojmenováním obyvatel vsi a znamenala "Nietkovi lidé".

## Historie
První písemná zmínka o obci pochází z roku 1349 (Netkowicz). V roce 1536 byla ve vsi poprvé zmiňována tvrz, kterou tři bratři Zajíčkové ze Zborovic postoupili i s dvorem Janu Kropáčovi z Nevědomí.

## Galerie

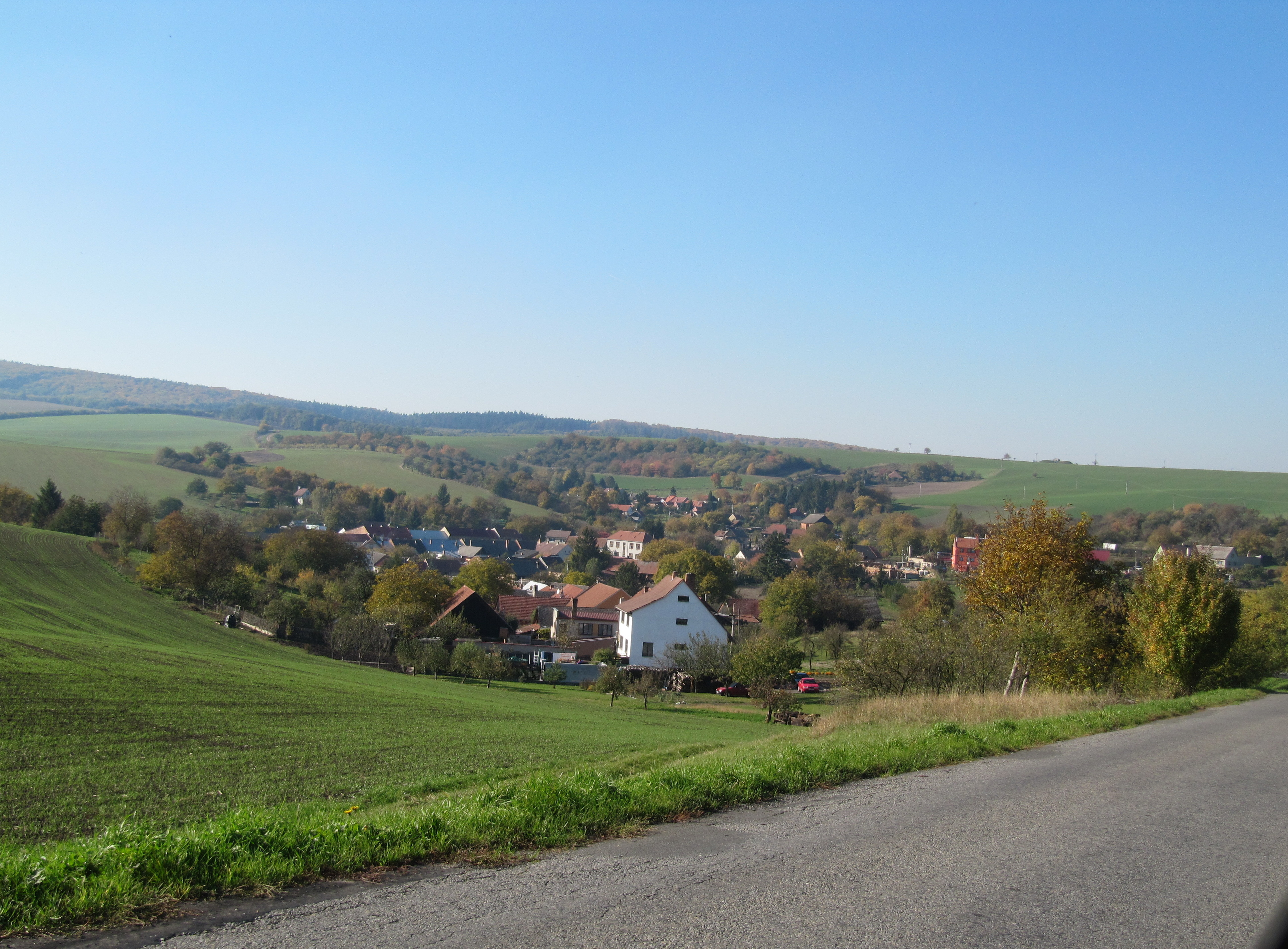
Celkový pohled
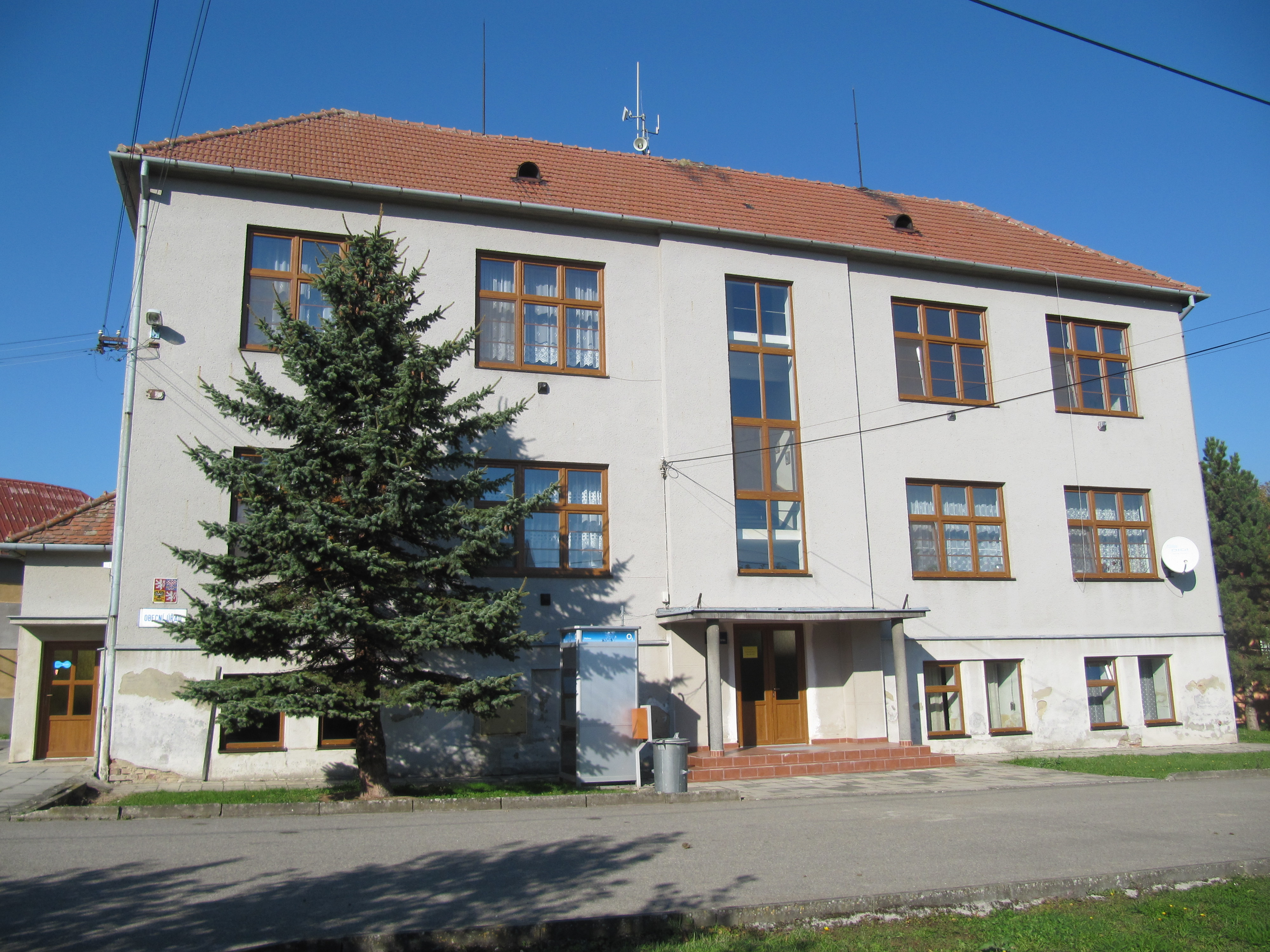
Obecní úřad
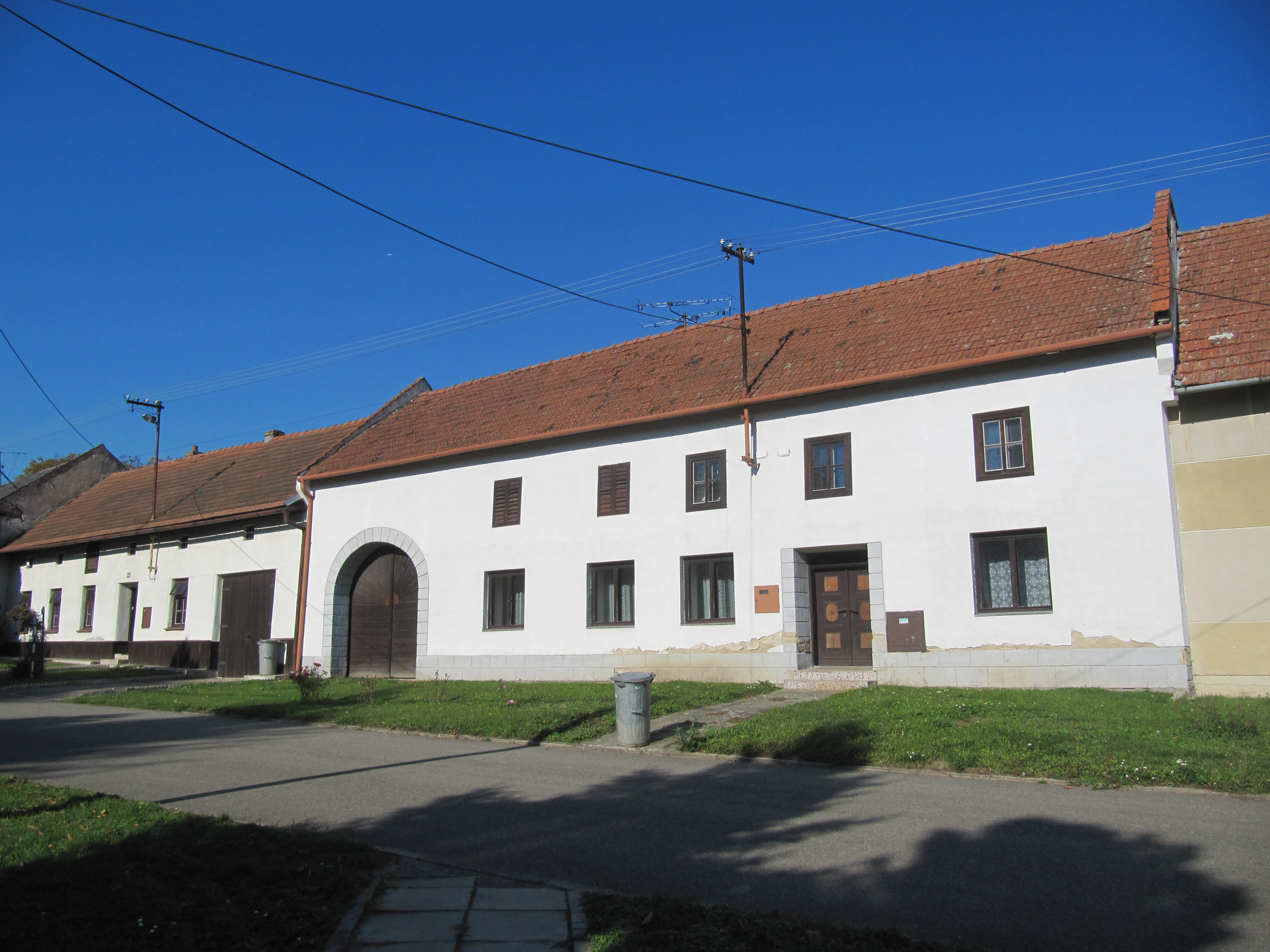
Tradiční zástavba
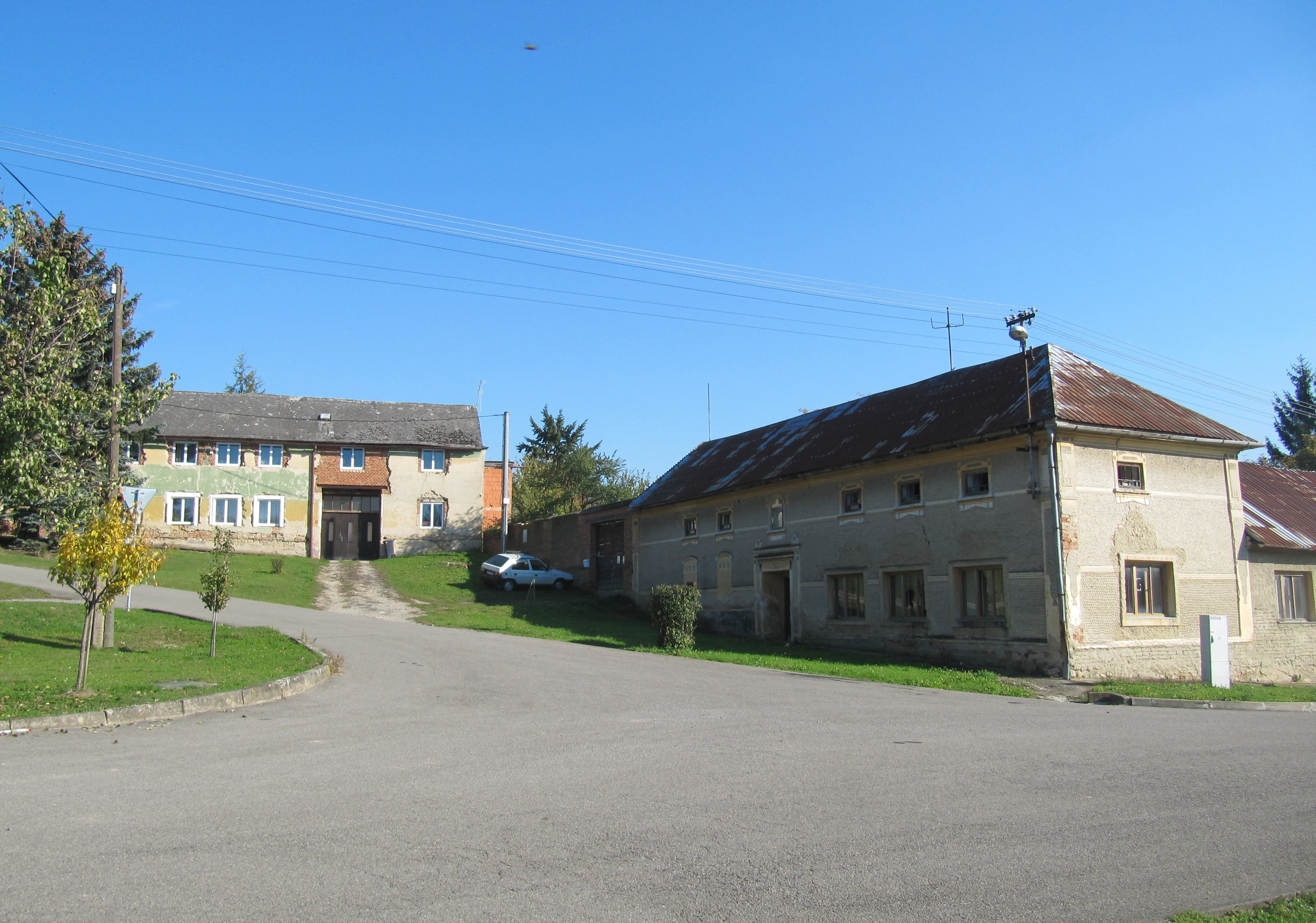
Tradiční zástavba

## Obyvatelstvo

### Struktura
Vývoj počtu obyvatel za celou obec i za jeho jednotlivé části uvádí tabulka níže, ve které se zobrazuje i příslušnost jednotlivých částí k obci či následné odtržení.
| Místní části   | Místní části   | 1869 | 1880 | 1890 | 1900 | 1910 | 1921 | 1930 | 1950 | 1961 | 1970 | 1980 | 1991 | 2001 | 2011 |
| -------------- | -------------- | ---- | ---- | ---- | ---- | ---- | ---- | ---- | ---- | ---- | ---- | ---- | ---- | ---- | ---- |
| Počet obyvatel | část Nítkovice | 458  | 517  | 537  | 535  | 552  | 547  | 556  | 407  | 407  | 345  | 285  | 283  | 283  | 235  |
| Počet domů     | část Nítkovice | 80   | 93   | 101  | 104  | 107  | 116  | 122  | 122  | 114  | 110  | 87   | 114  | 113  | 114  |

## Osobnosti
- Antonín Marek Lukáš Machourek (30. října 1913, Nítkovice – 15. listopadu 1991 Paříž, pohřben na hřbitově v Kroměříži) – ilustrátor, grafik, malíř, autor mozaik
- Ignác Medek (1872–1953) – český katolický duchovní, vojenský kaplan a (v generálské hodnosti) přednosta vojenské duchovní služby v letech 1925 až 1935
- Josef František Munclingr (1888–1954) – operní pěvec a režisér